# Sami Hyypiä
Sami Tuomas Hyypiä (født 7. oktober 1973 i Porvoo, Finland) er en finsk fodboldtræner og tidligere fodboldspiller. Han træner i dag den englekse klub Brighton & Hove Albion. Han har tidligere trænet Bayer Leverkusen, hvor han i sin aktive karriere også spillede som midterforsvarer. Han kom til klubben i sommeren 2009 fra engelske Liverpool F.C., hvor han havde tilbragt de foregående ti sæsoner af sin karriere og sikret sig mange triumfer. Derudover har han optrådt for hollandske Willem II samt MyPa i sit hjemland. Hyypiä gik i sommeren 2011 på pension, efter en lang og succesfuld karriere. Men kun ni måneder efter sin pension, blev han den 1. april 2012 ansat som træner hos sin seneste klub Bayer Leverkusen.
Hyypiä opnåede gennem sit tiårige ophold i Liverpool F.C. legendestatus i klubben, hvor han var en fast brik i en ellers meget omskiftelig trup. Med holdet var han med til at vinde både to FA Cup og to Carling Cup-titler, samt UEFA Cuppen i 2001 og UEFA Champions League i 2005. Efter begge de europæiske triumfer vandt holdet desuden UEFA Super Cup.
Intet mindre end syv gange er Hyypiä af det finske fodboldforbund blev kåret til Årets Spiller i landet.
Den 2. maj 2011 annoncerede Hyypiä, at han afslutter karrieren efter sæsonens afslutning.

## Landshold
Hyypiä står (pr. september 2010) noteret for hele 104 kampe og fem scoringer for Finlands landshold, som han debuterede for helt tilbage den 7. november 1992 i et opgør mod Tunesien. Han har siden da i en årrække været holdets anfører og krumtap, men har ikke været i stand til at føre holdet frem til kvalifikation til nogen slutrunder.

## Titler
Finsk Pokalturnering
- 1992 og 1995 med MyPa

FA Cup
- 2001 og 2006 med Liverpool F.C.

League Cup
- 2001 og 2003 med Liverpool F.C.

UEFA Cup
- 2001 med Liverpool F.C.

Champions League
- 2005 med Liverpool F.C.

UEFA Super Cup
- 2001 og 2005 med Liverpool F.C.